# Carios peropteryx
Carios peropteryx är en fästingart som beskrevs av Kohls, Clifford och Jones 1969. Carios peropteryx ingår i släktet Carios och familjen mjuka fästingar.
Artens utbredningsområde är Colombia. Inga underarter finns listade.